# Dichetophora punctipennis
Dichetophora punctipennis är en tvåvingeart som beskrevs av Malloch 1928. Dichetophora punctipennis ingår i släktet Dichetophora och familjen kärrflugor. Inga underarter finns listade i Catalogue of Life.